# Tractats desiguals
Tractats desiguals és un terme que fa referència a la qualitat de condicions en què van ser signats certs tractats entre diversos estats de l'est d'Àsia i autoritats estrangeres. Encara que principalment és usat per referir-se als signats per la Xina cal destacar que no només la dinastia Qing (de la Xina) va ser afectada, sinó que també ho van ser el shogunat Tokugawa del Japó i la dinastia Joseon de Corea. Aquests tractats van ser signats durant el segle xix i principis del segle xx, període en el qual aquests estats van ser incapaços de resistir les pressions militars i econòmiques de les potències d'occident.

## Tractats Desiguals imposats a la Xina

### Primera Guerra de l'Opi

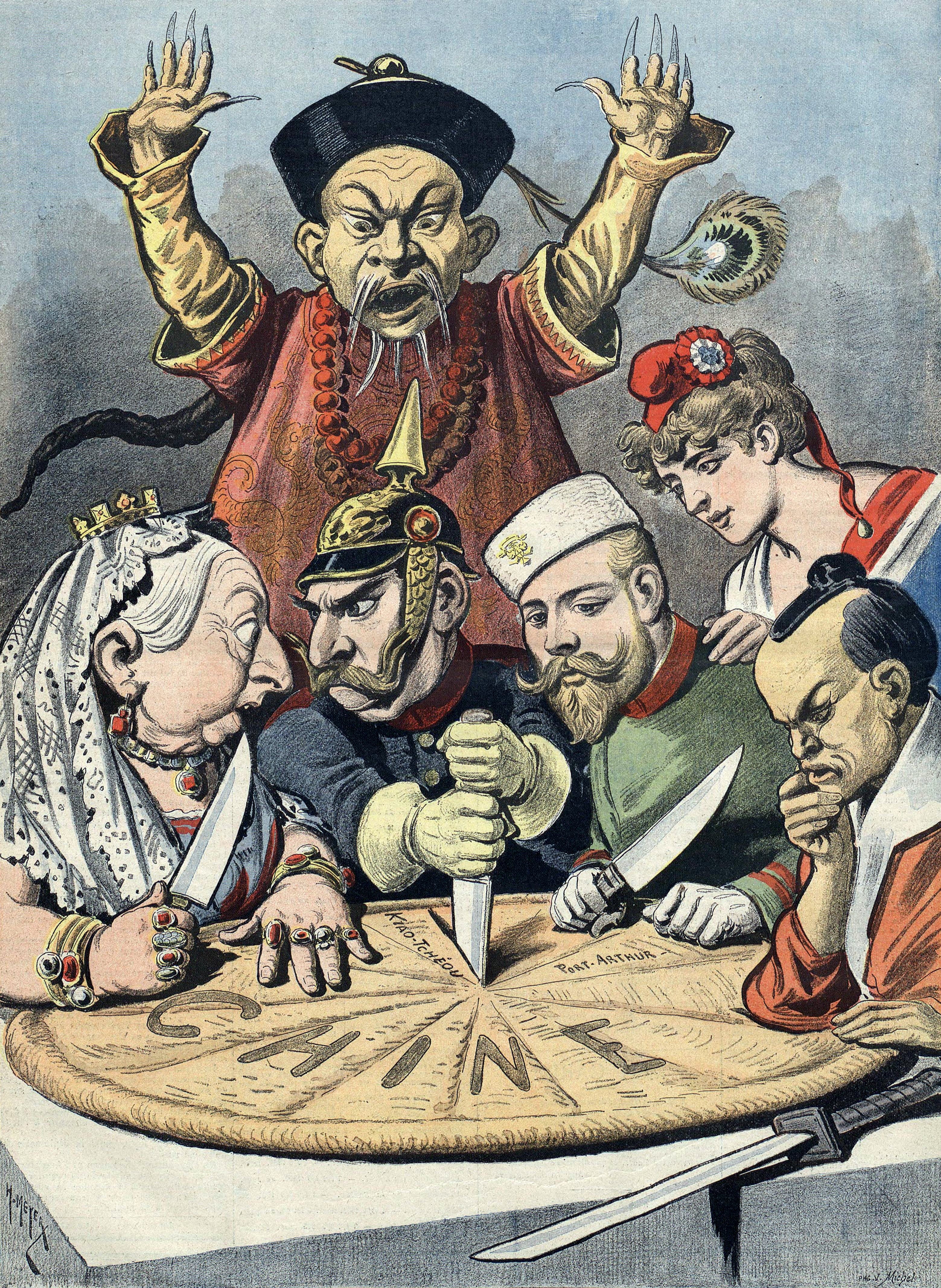
Caricatura de la Xina dividida entre el Regne Unit, Alemanya, Rússia, França i el Japó

L'any 1839, els comerciants britànics van ser expulsats de la Xina, i en tornar a Londres presentaren una queixa formal davant del govern britànic. Aquest decidí atacar a la Xina amb la seva flota per obligar-la a comprar l'opi cultivat a l'Índia britànica, donant pas a la Primera Guerra de l'Opi. Les tropes xineses no van poder fer front a l'exèrcit britànic, que ocupà Hong Kong el gener de 1841 i van acabar rendint-se l'any 1842 després de perdre Xangai. Amb el tractat de Nanjing, l'emperador Daoguang va haver de fer nombroses concessions, entre d'altres, el territori de Hong Kong, cedit als britànics per 100 anys, i es van establir termes comercials similars pel tractat de Whampoa amb França i el tractat de Wanghia amb els Estats Units.

### Segona Guerra de l'Opi
Durant l'any 1850 hi ha un gran creixement de l'imperialisme i les potències occidentals van exigir establir nous ports d'escala a la Xina i expandir mercats ultramarins conduint a la Segona Guerra de l'Opi en 1856. En la primera fase de la guerra, l'exèrcit anglo-francès va envair Guangzhou i els Forts de Taku, i va derrotar l'exèrcit xinès i la dinastia Qing va demanar la pau signant el tractat de Tianjin el 1858, que l'emperador Tongzhi es va negar a ratificar, reiniciant la guerra, i el 1859 l'exèrcit anglo-francès va envair els Forts de Taku, Tientsin i Pequín, i va cremar el Palau d'Estiu de Pequín i el conflicte es va tancar en 1860 quan l'emperador Tongzhi va ratificar el tractat de Tianjin amb la Convenció de Pequín en la què es van obrir més ports xinesos als estrangers, va permetre la presència de delegacions diplomàtiques a la capital xinesa, l'activitat dels missioners cristians, la legalització de la importació d'opi, donant per acabat el contracte d'arrendament de la península de Kowloon, i va cedir a perpetuïtat la terra formalment als britànics. Tot i que Rússia no havia estat bel·ligerant, el Príncep Gong també va signar el tractat d'Aigun amb l'imperi Rus, cedint part de Manxúria, el drets sobre l'Ussuri Krai, una part del modern Krai de Primórie, el territori que corresponia a l'antiga província manxú de Tartària Oriental.
El 13 d'agost de 1862, la Xina i Portugal van signar el tractat Sino-Portuguès de Pequín, en gran part un acord comercial, però també definia l'estatus polític i jurídic de Macau i indirectament establia la sobirania portuguesa, però la Xina no va ratificar el tractat i va quedar nul el 1864.

### Primera Guerra sino-japonesa
El Japó de l'Era Meiji temia l'expansió de l'Imperi Rus a Manxúria i Corea, i tractava d'aconseguir conquestes a l'estranger seguint la ideologia nacionalista Meiji, intentant aconseguir el control sobre la Corea de la dinastia Joseon, que tractava de preservar el seu tradicional aïllament i la relació tributària amb la Xina que, al seu torn, s'esforçava per protegir el seu principal vassall. esclatant finalment en 1894 la Primera Guerra sino-japonesa, que va arribar a simbolitzar la degeneració i el debilitament de la dinastia Qing i va posar de manifest l'èxit de la modernització duta a terme al Japó des de la Restauració Meiji en comparació amb la de la Xina. La guerra va acabar amb el tractat de Shimonoseki amb el traspàs de la sobirania sobre la península de Liaodong i l'illa de Taiwan de la Xina al Japó i l'establiment d'un protectorat japonès sobre la península de Corea, en la qual Xina perdia tota la seva influència. Per primera vegada, el domini regional a l'Àsia oriental es va traslladar de la Xina al Japó; el prestigi de la dinastia Qing, juntament amb la tradició clàssica a la Xina, va sofrir un gran cop. La pèrdua humiliant de Corea com a estat tributari va provocar un clam públic sense precedents. Dins de la Xina, la derrota va ser un catalitzador d'una sèrie de trastorns polítics liderats per Sun Yat-sen i Kang Youwei, que van culminar amb la revolució Xinhai de 1911.
Rússia, Alemanya i França en pocs dies van establir la Triple Intervenció i van obligar el Japó a renunciar a la península de Liaodong a canvi d'altres 30 milions de taels de plata (equivalent a uns 450 milions de iens). Per tal de recaptar els fons per al pagament de la indemnització la Xina es va acostar a França i Rússia per demanar préstecs, i aprofitant aquesta situació, el ministre de finances rus, Sergei Witte, va establir el Banc Russoxinès, que estava controlat pel govern rus, i va acceptar facilitar els préstecs.
Witte va prometre mantenir la integritat territorial xinesa i a canvi d'una aliança militar secreta contra una possible agressió futura per part de l'Imperi del Japó, a Rússia se li permetria utilitzar els ports xinesos per als seus vaixells de guerra i construir un ferrocarril a través de Heilongjiang i Jilin fins a Vladivostok a la costa del Pacífic. Amb la concessió del ferrocarril, el personal i la policia russos van rebre jurisdicció extraterritorial sobre grans porcions del nord-est de la Xina i el permís per estacionar tropes per protegir el ferrocarril. Els termes del Tractat Li-Lobanov de 1896 equivalen a l'annexió del nord-est de la Xina per part de Rússia en tot menys nom, i en lloc de protegir la Xina de les ambicions territorials japoneses, el tractat va obrir la porta cap a un major expansionisme rus en forma de la Convenció per a l'arrendament de la península de Liaotung en 1898, en la qual la Xina es va veure obligada a arrendar l'extrem sud de la península de Liaodong, amb Port Arthur a Rússia per vint-i-cinc anys, obtenint així un port d'aigua calenta per a la seva flota del Pacífic, i permetre un extensió del Ferrocarril oriental xinès que Rússia construiria des del nord de Harbin fins a la ciutat portuària de Dalian. La Segona Convenció de Pequín del 9 de juny de 1898, va ser un tractat desigual en forma de contracte d'arrendament en el que la dinastia Qing va arrendar l'extensió del territori de Hong Kong formada pels Nous Territoris i el nord de Kowloon, incloses 235 illes durant 99 anys. Aquests esdeveniments van augmentar el sentiment anti-estranger a la Xina, que va arribar a un punt culminant en la rebel·lió dels bòxers de 1900.

### Reforma dels Cent Dies
La Reforma dels Cent Dies va ser un intent de reforma política i social de finals de la dinastia Qing a la Xina del segle xix. Impulsat per un grup d'intel·lectuals com Liang Qichao, Tan Sitong amb Kang Youwei al front i amb el suport de l'emperador Guangxu. L'intent de reforma va durar des de l'11 de juny fins al 21 de setembre de 1898. Les reformes, excepte aspectes puntuals, no es van aplicar mai d'una forma pràctica. Els membres més conservadors del Govern i la mateixa emperadriu Cixi s´hi van oposar, fins a l'extrem que Cixi amb l'ajut del general Ronglu va fer empresonar a l'emperador i perseguir a Kang Youwei, que va fugir al Japó i després al Canadà. Altres promotors del canvi com Liang Qichao i Tang Sitong que van ser arrestats i executats.

### Rebel·lió dels bòxers
El 1898, el nord de la Xina va experimentar diversos desastres naturals, incloses les inundacions del riu Groc i les sequeres, que el moviment dels boxers va culpar a la influència estrangera i cristiana. A partir de 1899, el moviment es va estendre per Shandong i la plana del nord de la Xina, destruint propietats estrangeres com els ferrocarrils i atacant o assassinant missioners cristians i cristians xinesos.
Els aliats van desembarcar a prop de Tianjin i van assetjar a la ciutat, que va caure el 14 de juliol. També van capturar els forts de Taku, situats a l'estuari del riu Hai He, i quatre destructors xinesos, on es va destacar el baró Roger Keyes. L'exèrcit va entrar finalment a Pequín el 14 d'agost, on va aixecar el setge a les ambaixades i posteriorment va procedir a desplegar-se per la ciutat amb la finalitat d'ocupar-la, registrant-se nombrosos combats rondaires. La família imperial i la seva cort van abandonar llavors la Ciutat Prohibida i es van refugiar en Xi'an. Les hostilitats van acabar finalment el 7 de setembre de 1901, quan la dinastia Qing va accedir a signar el Tractat de Xinchou amb els governs de França, Regne Unit, Rússia, Estats Units, Japó, Alemanya, Itàlia, Imperi austrohongarès, Bèlgica, Espanya i el Països Baixos pel que va haver de pagar una indemnització de 450 milions de taels durant 39 anys a les vuit nacions involucrades (982,238,150 taels en total amb els interessos).

### Revolució Xinhai i intents de restauració de l'Imperi
Els tractats desiguals ferien l'orgull dels xinesos. La Xina havia quedat endeutada amb els conflictes, la seva sobirania estava amenaçada, les ciutats costaneres es trobaven sota control estranger i els rius estaven oberts a la navegació d'embarcacions de guerra d'altres països. El conflicte entre la minoria manxú i la majoria de xinesos d'ètnia han a poc a poc s'havia anat diluint durant el regnat de la dinastia Qing. Tanmateix, els conflictes entre aquestes dues ètnies van reaparèixer novament amb el declivi de la dinastia manxú i, sobretot, després de la repressió brutal que va posar fi la Rebel·lió Taiping que van desestabilitzar la societat rural xinesa i van debilitar la infraestructura de l'Estat. Davant de la necessitat urgent d'obtenir fons, els Qing van vendre certificats del cos de funcionaris xinès, la qual cosa va minar la credibilitat del sistema d'exàmens confucianista, base de l'organització administrativa.
La Revolució Xinhai va tenir lloc a la Xina entre 1911 i 1912 i que va finalitzar amb la instauració d'un sistema polític republicà a Manxúria, la qual cosa va significar la fi de 268 anys de govern de la dinastia Qing i de segles de govern imperial. La revolució va començar amb una primera batalla del dia 10 d'octubre de 1911 i va finalitzar amb l'abdicació de l'emperador Pu Yi el 12 de febrer de 1912. El març de 1912 es va promulgar una constitució de caràcter parlamentari amb elecció de diputats i d'un president. Les primeres eleccions s'haurien d'efectuar en un termini de deu mesos. Sun Yat-sen, amb la intenció de poder participar en les eleccions, va crear el partit polític Guomindang, més conegut en occident com Kuomintang (KMT). L'1 de juliol de 1917, el senyor de la guerra general Zhang Xun (張勛) va proclamar la restauració de l'Imperi, ara bé, aquest projecte fracassà arran de l'oposició que trobà a tot arreu de la Xina i de l'acció del senyor de la guerra general Duan Qirui; els republicans arribaren a bombardejar la Ciutat Prohibida, i l'intent de restauració finalitzà el 12 de juliol. Els pactes de l'Edicte d'Abdicació van estar vigents fins que, el 1924, el senyor de la guerra Feng Yuxiang desposseí Pu Yi del títol imperial i l'expulsà de la Ciutat Prohibida.

### El conflicte sinosoviètic
El govern soviètic sorgit de la revolució d'octubre va cancel·lar tots els tractats desiguals sense compensació i que manifestés que tractaria la Xina en condicions d'igualtat els intel·lectuals i els obrers quedaren impressionats. L'abril de 1919 pel tractat de Versalles els països capitalistes reconeixien al Japó el drets d'Alemanya a Shandong i el moviment Quatre de Maig, un gran moviment patriòtic contra l'imperialisme s'estengué amb la participació del proletariat, la petita burgesia urbana i la burgesia nacional, consolidant les idees revolucionàries reformistes del Guomindang de Sun Yatsen, en el que molts xinesos veien l'única possibilitat d'aconseguir la reunificació nacional. També van augmentar els adeptes al moviment comunista liderat per Chen Duxiu i Li Dazhao. Gràcies al suport de la Unió Soviètica a través de l'organització comunista internacional Komintern, Chen i Li, al costat d'altres col·laboradors, fundarien el Partit Comunista Xinès a Xangai en 1921. Les relacions entre aquests dos partits, el Guomindang i el Partit Comunista, marcarien de manera crucial el desenvolupament polític posterior de la Xina. El govern rus va incomplir la promesa prenent control del Ferrocarril oriental xinès i donant suport a les Vint-i-una Demandes del Japó en 1925, que van provocar el Conflicte Sinosoviètic de 1929, en què mentre els comandants xinesos es van mostrar febles, la superada infanteria de la Xina es va transformar en una formidable força professional que va respondre un exèrcit imperial japonès massa confiat en 1937.

## Tractats desiguals imposats al Japó
El 1853, durant el regnat de l'Emperador Kōmei, el comandant de la Marina dels Estats Units, Matthew C. Perry, va ser enviat amb una flota de vaixells de guerra pel president dels Estats Units, Millard Fillmore, per forçar l'obertura de ports japonesos al comerç americà, mitjançant l'ús de la força si fos necessari, donat el creixent comerç entre Amèrica i la Xina, la presència de baleners americans a les aigües de la costa del Japó i la creixent monopolització de les potencials estacions de carbó per part dels britànics i francesos a l'Àsia. Els nord-americans estaven influenciats pel Destí Manifest i el desig d'imposar els "beneficis" de la civilització occidental i la religió cristiana al que percebien com a nacions asiàtiques endarrerides. Des de la perspectiva japonesa, l'augment dels contactes amb vaixells de guerra estrangers i la creixent disparitat entre la tecnologia militar occidental i els exèrcits feudals japonesos van crear una preocupació creixent. Els japonesos havien estat al corrent dels esdeveniments mundials a través dels comerciants holandesos a Dejima i havien estat advertits del viatge de Perry. Hi va haver un considerable debat intern al Japó sobre la millor manera de fer front a aquesta amenaça potencial per a la sobirania econòmica i política del Japó a la llum dels esdeveniments ocorreguts a la Xina amb la Primera Guerra de l'Opi, que va forçar a la seva obertura.

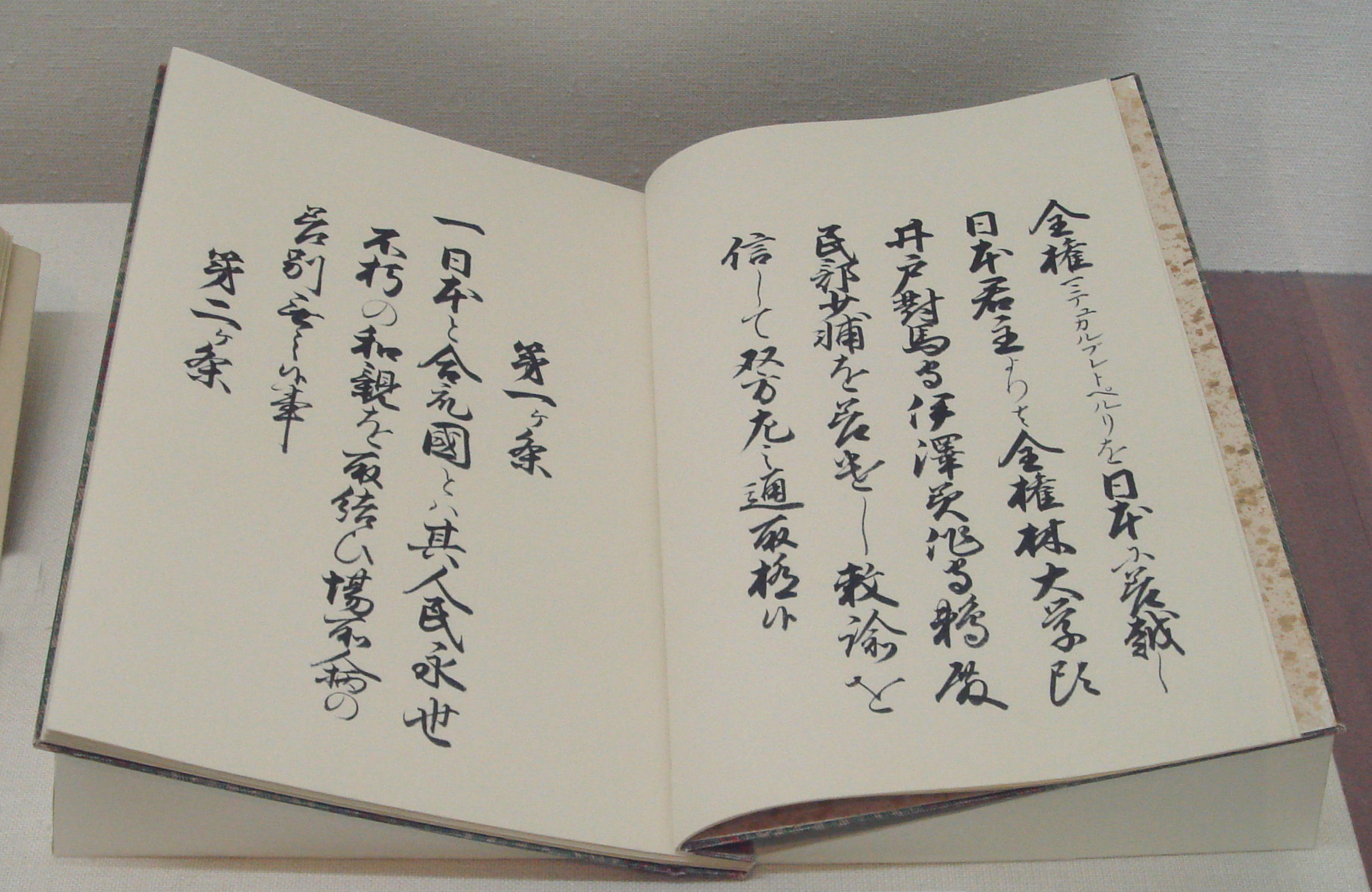
Ratificació del Tractat de Pau i Amistat del Japó, EUA, 21 de febrer de 1855

El Tractat de Kanagawa entre el Japó i els Estats Units es va firmar el 31 de març de 1854 sota amenaça de força i acabava amb l'aïllament del Japó i permetia als EUA l'exclusivitat d'abastament armamentístic, i obrir els ports de Shimoda i Hakodate als vaixells nord-americans. També va garantir la seguretat dels nàufrags nord-americans i va establir la posició d’un cònsol americà al Japó. El tractat va precipitar la signatura de tractats similars que establien relacions diplomàtiques amb altres potències occidentals, i es va ampliar amb el Tractat d'amistat i comerç entre el Japó i els Estats Units el 1858.
Com a resultat del Tractat d'Amistat Anglo-Japonès amb el Regne Unit, els ports de Nagasaki i Hakodate es van obrir als vaixells britànics en accions limitades a la guerra de Crimea, i Gran Bretanya va rebre l'estatus de nació més afavorida amb altres potències occidentals, i el 1858 es va ampliar amb el Tractat d'Amistat i Comerç Anglo-Japonès.
Una generació de líders japonesos va acceptar els tractats desiguals, rebutjant l'aïllacionisme confucionista i volgué refer el Japó a la manera occidental, conduint a la Guerra Boshin i la Restauració Meiji.

## Tractats desiguals imposats a Corea
Després de dos segles, la política japonesa de reclusió sota els shōguns del període Edo va acabar quan el país va ser obert al comerç per la Convenció de Kanagawa el 1854.
El gener de 1864, el rei Cheoljong de Joseon va morir sense hereu masculí, i mitjançant els protocols de successió coreà el rei Gojong va pujar al tron als 12 anys. Tanmateix, com que el rei Gojong era massa jove per governar, el pare del nou rei, Yi Ha-ŭng, es va convertir en el Daewongun, o senyor de la gran cort, i va governar Corea en nom del seu fill com a regent. El Japó, acabada la Guerra Boshin i immers en la Restauració Meiji de 1868 i la caiguda del shogunat, el recentment format govern de Meiji es va embarcar en reformes per centralitzar i modernitzar el Japó. Els japonesos havien enviat delegacions i estudiants arreu del món per aprendre i assimilar les arts i les ciències occidentals, amb la intenció de fer del Japó igual a les potències occidentals. Aquestes reformes van transformar el Japó d'un país feudal societat en un estat industrial modern. Durant el mateix període, la dinastia Qing també va començar a experimentar reformes tant en la doctrina militar com en la política, però va tenir molt menys èxit.L'estratègia japonesa era aconseguir penetrar en el mercat coreà i robar aquesta àrea d'influència a la dinastia Qing xinesa.
El 1873, el mateix Gojong va prendre el poder. Debilitats políticament, econòmicament i militarment, el país i la monarquia van caure cada vegada més sota la influència de la Xina i el Japó. Aprofitant la inestabilitat política a Corea, el 1875 un petit vaixell de guerra japonès va ser enviat per presentar una demostració de força i examinar les aigües costaneres sense permís coreà, i el 1876, el Japó imposà per la força el Tractat de Kanghwa a la dinastia Joseon de Corea, pel qual Corea obre el seu mercat al Japó en condicions molt favorables als japonesos. Per aquest tractat, Corea deixava d'estar en l'esfera Xina com tributari i obria els ports de Busan, Incheon i Wonsan als japonesos. A més, els japonesos a Corea es regirien per la llei japonesa i no per la coreana donant drets extraterritorials a ciutadans japonesos a Corea i va obligar el govern coreà a obrir al Japó. Amb la signatura del seu primer tractat desigual, Corea es va tornar vulnerable a la influència de les potències imperialistes; i més tard el tractat va portar Corea a ser annexionada pel Japó.
El 1882, els nord-americans van concloure un tractat i van establir relacions diplomàtiques amb Corea que van servir de model per a les negociacions posteriors amb altres potències occidentals, però dues setmanes després es va produir un aixecament a Seül per part de soldats de l'exèrcit Joseon als quals es van unir part de la població coreana en contra del suport del rei Gojong a la reforma i modernització i als assessors militars japonesos. Els soldats van ocupar el palau de Changdeok i el govern coreà va demanar ajuda militar a la Xina. La legació japonesa va ser destruïda pels amotinats i els diplomàtics japonesos es van veure obligats a fugir del país. Quan es va restablir l'ordre, el govern japonès va exigir danys i altres concessions al govern coreà mitjançant el tractat de Chemulpo. El tractat entre el govern de Corea i els Estats Units es va convertir en el model de tots els tractats entre aquest i altres països occidentals. Posteriorment, Corea va signar tractats comercials similars amb Gran Bretanya i Alemanya el 1883, amb Itàlia i Rússia el 1884, i amb França el 1886. Posteriorment, es van celebrar tractats comercials amb altres països europeus. A l'octubre de 1882, els dos països van signar un tractat que estipulava que Corea depenia de la Xina i va concedir als comerciants xinesos el dret de fer negocis terrestres i marítims lliurement dins de les seves fronteres, donant avantatges als xinesos sobre els japonesos i occidentals.
- Acord de Taft-Katsura (가쓰라-태프트 밀약) (1905)

amb els Estats Units
- Tractat d'Eulsa (을사조약)(1905)

amb el Japó
- Tractat d'Annexió Japó-Corea (한일 병합 조약)(1910)

amb el Japó

## Llista dels majors tractats desiguals imposats a Vietnam
El 10 de juliol de 1857 alguns catòlics i missioners espanyols van ser assassinats a l'Imperi d'Annam, entre ells el bisbe de Platea, José María Díaz Sanjurjo. En virtut dels tractats de la Quàdruple Aliança, França i Espanya van acordar l'enviament d'una expedició marítima de càstig a la zona que va arribar el 31 d'agost de 1858. Sense poder capturar la capital Huế, la flota combinada es va dirigir a Saigon, ciutat què varen assaltar el 17 de febrer de 1859 quedant assetjada pels annamites fins a l'arribada de reforços francesos. El 23 de març de 1862 es donava per conclòs el conflicte després i l'emperador Tu Duc va signar la pau pels tractats de Saigon el juny cedint la ciutat de Saigon, l'arxipèlag de Côn Đảo i les províncies de Biên Hòa, Gia Dinh, i Dinh Tuong, que van conformar a la colònia de Cotxinxina. L'acord va ser ratificat mitjançant el Tractat d'Huế, signat el 14 d'abril de 1863. Norodom I va signar un protectorat francès sobre Cambodja el 1863. El juny de 1867, França va ocupar tot el sud del Vietnam.